# Банда, Ламек
Ламек Банда (англ. Lameck Banda; род. 29 января 2001, Лусака) — замбийский футболист, нападающий итальянского клуба «Лечче» и сборной Замбии.

## Карьера
Футболом начал заниматься в футбольной школе Нквази, где играл до 17 лет. Затем его приобрёл чемпион страны «ЗЕСКО Юнайтед», где стал чемпионом страны. Летом 2019 года клуб расторг контракт. В 2019 году стал игроком тульского «Арсенала». 12 июля дебютировал в основном составе в матче первого тура РПЛ против «Динамо» (1:1).
Победитель и лучший бомбардир чемпионата КОСАФА для игроков до 17 лет, который состоялся в 2017 году.

## Достижения
- Чемпион Замбии: 2018